# 大鸾河
大鸾河（韓語：대란하，?—?），宋太宗时期投奔宋朝的渤海人。太平兴国四年（979年），宋太宗灭北汉后，北伐辽朝至幽州，渤海酋帅大鸾河率小校李勋等十六人、部族三百骑投奔宋朝，宋太宗以大鸾河为渤海都指挥使。太平兴国九年（984年）春，在大明殿开宴会，召大鸾河慰抚了很长时间。宋太宗对殿前都校刘延翰说：“鸾河，渤海豪帅，束身归我，嘉其忠顺。夫夷落之俗，以驰骋为乐，候高秋戒候，当与骏马数十匹，令出郊游猎，以遂其性。”赐给他十万缗钱与美酒。